# Chi Cá thần tiên
Chi Cá thần tiên (danh pháp khoa học là Pterophyllum) là một chi cá nước ngọt thuộc họ Cá hoàng đế. Chi này có 3 loài đều có nguồn gốc từ các lưu vực sông Amazon, sông Orinoco và sông Essequibo trong vùng nhiệt đới Nam Mỹ.

## Từ nguyên
Tên gọi Pterophyllum xuất phát từ tiếng Hy Lạp cổ, pteron nghĩa là vây/cánh buồm và phyllon nghĩa là lá. Điều này có thể bắt nguồn từ vây lưng và vây hậu môn dựng đứng đặc biệt của các loài cá trong chi.

## Đặc điểm chung
Các loài cá thần tiên có kích thước dao động từ 4 cm (Pterophyllum leopoldi) đến 15 cm (Pterophyllum altum). Điểm chung là chúng đều có tổng thể thân hình tam giác, vảy nhỏ có ánh kim lấp lánh, vây lưng và vây hậu môn dựng cao, đầu vây kéo dài. Các loài này đều là loài ăn thịt với con mồi là cá nhỏ và các động vật không xương sống kích thước hiển vi. Các cá thể đực và cái của các loài trong chi này đều sống với nhau thành từng cặp. Trứng được đẻ trên một khúc gỗ ngập nước hay một chiếc lá phẳng. Như các loài cá hoàng đế khác, cặp bố mẹ chăm con của chúng rất kỹ.

## Các loài
Hiện tại có ba loài được ghi nhận trong chi này:
- Pterophyllum altum Pellegrin, 1903
- Pterophyllum leopoldi (J. P. Gosse, 1963)
- Pterophyllum scalare (Schultze, 1823)